# بنجنو
بنجنو (به لهستانی:  Będzino) یک روستا در لهستان است که در گمینا بنجنو واقع شده‌است. بنجنو ۵۸۰ نفر جمعیت دارد.

## خواهرخوانده
شهر Saint-Yrieix-sur-Charente خواهرخواندهٔ بنجنو هست.